# Bonner Stadtbefestigung

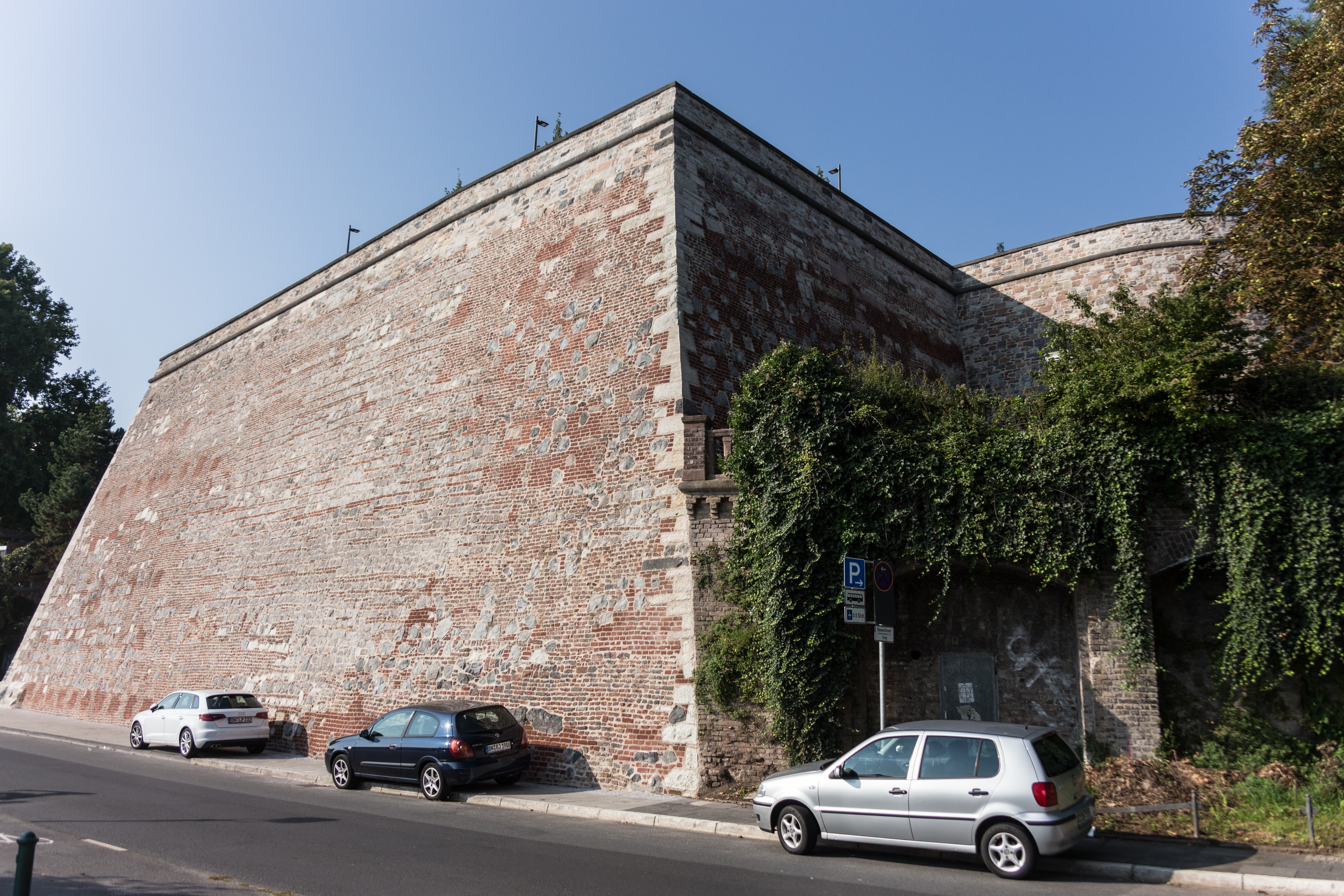
Die ehemalige Bastion „Alter Zoll“ (um 1644) am Rheinufer

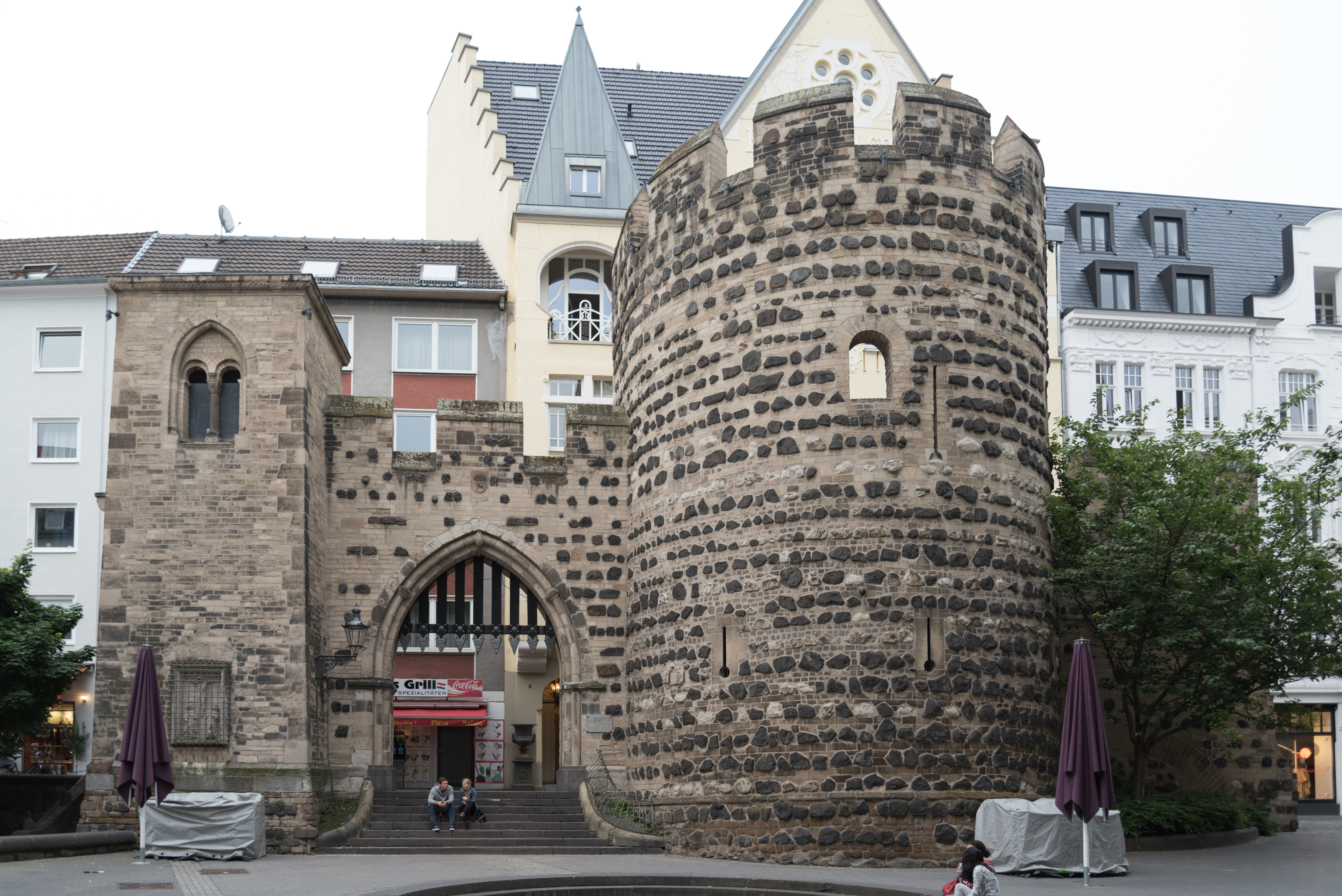
Ersatzbauwerk des Sterntors mit Halbrundturm der Stadtmauer, Vivatsgasse/Bottlerplatz

Die Bonner Stadtbefestigung schützte die Stadt Bonn über einen längeren Zeitraum ihrer Geschichte. Ein mittelalterlicher Mauerring aus dem 13. Jahrhundert wurde im 17. Jahrhundert durch barocke Festungsanlagen ergänzt. Die bekanntesten Überbleibsel sind der Alte Zoll und das Sterntor. Auch an einigen anderen Stellen im Stadtgebiet sind Reste erhalten geblieben.

## Geschichte

### Mittelalter

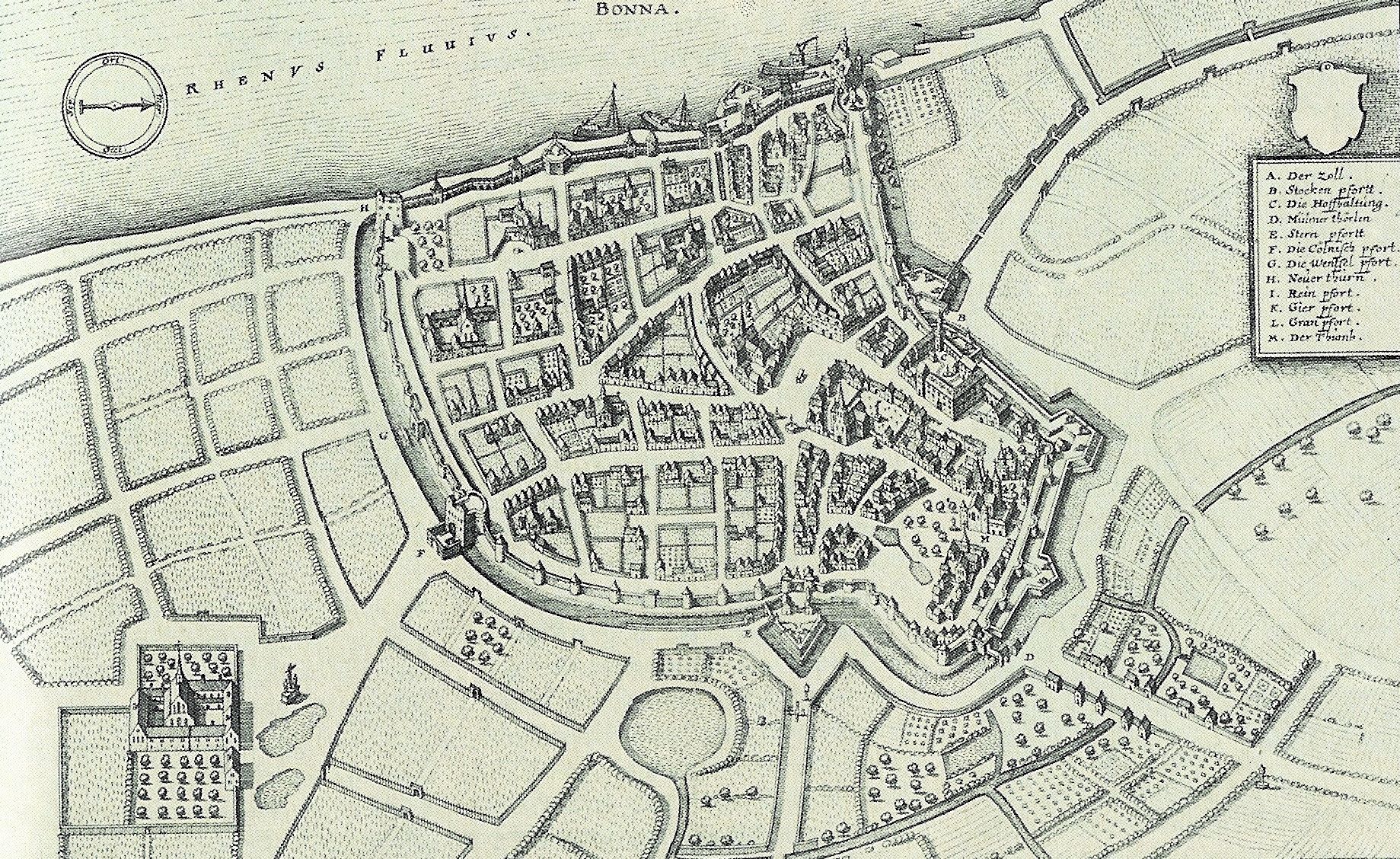
Mittelalterliche Stadtmauer Bonn und Teile des späteren Festungsringes. Kupferstich von Matthäus Merian d. Ä. 1646

Die Stadtmauer wurde nach Verleihung der Stadtrechte durch den Kölner Erzbischof Konrad von Hochstaden am 18. März 1244 errichtet. Die heutige Kasernenstraße und Theaterstraße markieren den nordwestlichen und nördlichen Verlauf der Stadtmauer. Sie besaß vier Haupttore: Das Stockentor (Stocken pfort) nach Süden (seit dem 18. Jahrhundert auch Koblenzer Tor), das Sterntor ((Pi)sternen pfort) nach Westen (Eifel) am Ende der Sternstraße (im Mittelalter Pisternenstraße - Bäckerstraße, von lat. pistrina - Bäckerei), das Kölntor (Cölnisch pfort) als nördliches Haupttor nach Köln (heutige Kreuzung Kölnstraße/Kasernenstraße) und die Rheinpforte zum Rheinufer hin als östliches Haupttor. Weitere Hafentore waren das Giertor (Gier pfort) und das Krantor (Gran pfort) oberhalb des Zolls, nahe dem ein Tretkran zum Verladen stand. Neben den Haupttoren, die im Verlauf des Mittelalters zu Torburgen nach Kölner Vorbild ausgebaut wurden, gab es noch das Mülheimer Pförtchen (Mülmer Thörlen, heutiger Mülheimer Platz) etwas südlich des Sterntors nach Südwesten und die Wenzelpforte (Wentzel pfort) nach Norden zwischen Kölntor und Rhein (an der heutigen Kreuzung Welschnonnenstraße/Theaterstraße) am Ende der damaligen Wenstergasse (Wanstmachergasse, heute Wenzelgasse), die vom Markt nach Norden bis zur nördlichen Stadtmauer führte. Wie in Köln war, in kleinerem Maßstab, die Rheinseite stark befestigt. Als nördliches Bollwerk stand ein viereckiger Wehrturm (Neuer Turm) mit Zinnenabschluss zur Sicherung des Rheinuferzugangs, am südlichen Ende der Rheinmauer wurde unter Erzbischof Salentin von Isenburg nach 1576 der neue Zoll (später Alter Zoll genannt) errichtet.

### Neuzeit

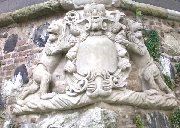
Kartusche an einem verbliebenen Mauerstück

Zu den Gründen für die Verstärkung der 300 Jahre bewährten mittelalterlichen Stadtmauer mögen die Bedrohung durch die Rheinschanze Pfaffenmütze an der Siegmündung und der Verlauf des Dreißigjährigen Krieges, insbesondere in den Jahren 1642–44, zählen. Die Fortschritte in der Herstellung von Geschützen zwangen damals viele Städte zum Bau von Befestigungen mit verringerter Trefferfläche durch ein entsprechend geneigtes Mauerwerk.

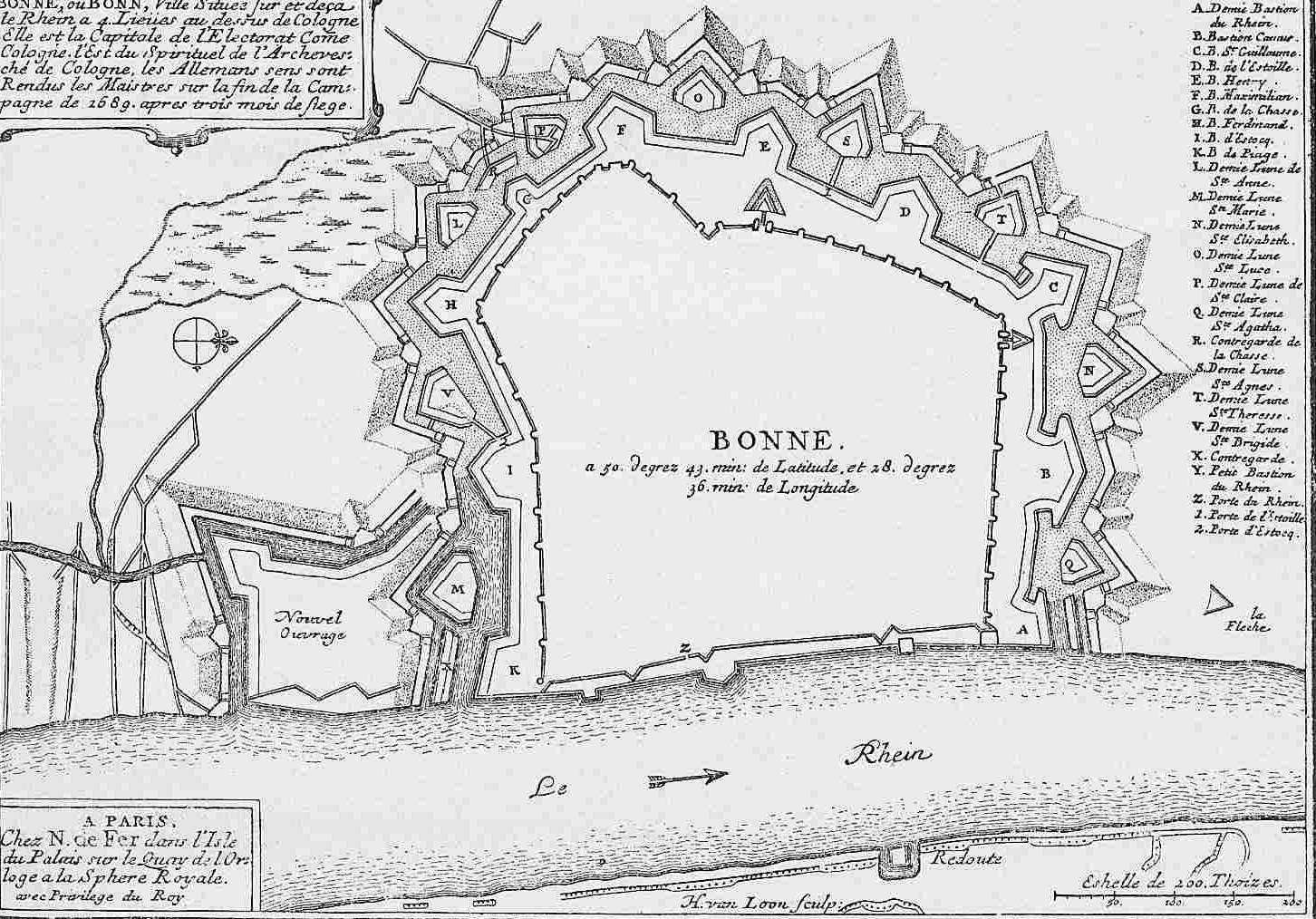
Grundriss der Befestigung von 1689 – Stich von H. van Loon

Ein federführender Hauptbaumeister ist für die barocke Befestigung nicht bekannt, erkennbaren Einfluss hatten das Münchener Bauwesen im Umfeld von Kurfürst Ferdinands Verwandtschaft und der zeitgenössische Festungsbau von Sébastien Le Prestre de Vauban. Die meisten beteiligten Ingenieurs-Offiziere entstammten der italienischen oder französischen Schule. 1688 wurde Ing. Thomas de Choisy, Gouverneur von Saarlouis, als der „Erste Mann nach Vauban“ genannt. 1701 hielt der Kurfürst Joseph Clemens die formelle Leitung inne.
Die Entwicklung der Waffentechnik und die gesteigerte Artilleriewirkung erfordertem einen in die Tiefe gestalteten, bastionären Festungsgürtel. Der Bau der neuzeitlichen Befestigung begann in Bonn 1587 mit dem Bau einer Schanze vor dem Sterntor. 
1622/23 wurde mit dem Bau der Bastionsbefestigung am Stockentor begonnen. Bis 1642 entstand die Zollbastion im Bereich des ehemaligen Renaissance-Zollgebäudes aus der Zeit des früheren Kölner Kurfürsten Salentin von Isenburg. Von 1644 stammt die erste gesicherte Erwähnung des Alten Zolls im Urplan der Festungsanlage.
Bei den Besetzungen Bonns in den Jahren 1673, 1689, 1703 und 1811 kam es teilweise zu Zerstörungen an der Anlage, den schwersten bei der Belagerung im Jahr 1689, und nachfolgenden Wiederinstandsetzungen. Im 18. Jahrhundert war der Alte Zoll als „Schlossterrasse“ beliebt.

## Erhaltene Anteile

### Mittelalterliche Stadtmauer
Das 1900 zwei Jahre nach dem Abriss der ursprünglichen Torburg am Bottlerplatz als Kunstprodukt seiner Zeit neuaufgebaute Sterntor enthält außerdem Teile der Stadtmauer und eines Halbrundturmes. Seit 1987/88 dient am Friedensplatz ein Teil der Gegenmauer zur mittelalterlichen Befestigung (Contrescarpe) als Sitzmäuerchen in der Fußgängerzone.
Seit 2006 gibt es in der Gangolfstraße eine Bronzetafel und Zeichen im Pflaster. Eine Vorstellung von der Form des Halbturms vermittelt in Fortsetzung der Bodenmarkierung die architektonische Andeutung im Schaufenster des Hauses Nr. 11.
Nicht direkt sichtbar, aber zu ahnen ist der Verlauf der Stadtmauer im Stadtbild entlang der Theaterstraße im Bereich der Beethovenhalle zum Rheinufer hin. Die Beethovenhalle als eine der nachfolgenden Überbauungen markiert die nördliche Bastion der Stadtmauer.

### Barocke Stadtbefestigung
Der Alte Zoll ist eine ehemalige Bastion der Anlage am Rheinufer und heute ein beliebtes Ausflugsziel im Stadtzentrum (Bild: 5). Weitere kleinere Reste sind, in der Reihenfolge der Wiederentdeckung bzw. Aufstellung:

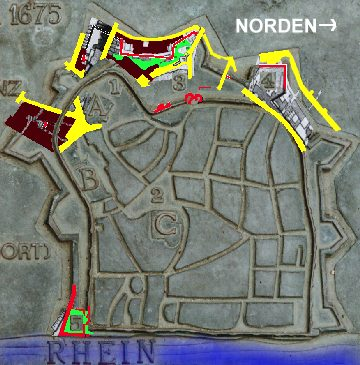
Fundstellen und Befestigungsreste, siehe Verweise im Text

- 1972 wurde bei Bauarbeiten die Bastion Maximilian, auch Botterweck genannt und 1642–48 erbaut, erkennbar. Deren Südostecke (Kurtinenwinkel) wurde später in einem Galeriegeschäft in der Cassiusbastei (Maximilianstraße) sichtbar belassen (Bild: links von 1).
- 1989: Bastionsbrunnen mit bronzenem Grundriss nahe der Kurtine der Bastionen Maximilian und Heinrich in der Budapester Straße (Bild: bei 3) (zurzeit nicht zu besichtigen)
- Im Zuge der Entfestung Bonns verschwand auch die heute denkmalgeschützte[2], 35 Meter lange, Sterntorbrücke aus dem Stadtbild. Ihre sieben Tonnengewölbe, rhythmisch zur Mitte hin gegliedert und aus Ziegeln gemauert, überspannen den teils verschütteten Festungsgraben und verbanden das neuere, 1858 abgebrochene, Äußere Sterntor von 1662 mit dem Ufer des westlichen Festungsvorlandes. In der Fußgängerzone Sterntorbrücke verweisen seit 1993 Pflasterflächen auf die ursprüngliche Brücke, die um die Mitte des 19. Jahrhunderts in südliche Richtung auf über 10 Meter verbreitert und mit Kreisornamenten als Bauzier geschmückt wurde.[3]
- Seit 1996 befindet sich die nördliche und südliche Face der Bastion Sterntor / St.Maria, erbaut 1658–64, am Annagraben in der Nähe der neuen Justizgebäude. Ein weiterer Mauerteil wurde sichtbar in die Tiefgarage Oxfordstraße / Wilhelmstraße einbezogen (Bild: bei 4).
- 1999 wurde ein Teil der Kurtine zwischen den Bastionen Heinrich und Sterntor / St. Maria, erbaut 1658–64, in der neuen „Mälzerei“ im Keller einer Brauhaus-Gaststätte (Sterntorbrücke) freigelegt (Bild: bei 4).
- Die Kurtine zwischen den Bastionen Ferdinand und Cassius von 1642 befindet sich seit 2000 in der Kaiserpassage (Bild: zwischen A und B).
- Eine Bronzeplatte und Bodensteinmarkierungen erinnern seit 2006 in der Gangolfstraße an den Verlauf der südwestlichen Face der Bastion Cassius von 1642.
- Gut erhaltene Mauerreste im Linienzug der nördlichen Flanke der Bastion Heinrich wurden 2011 auf der Baustelle am Friedensplatz 1 freigelegt und im 3D-Verfahren dokumentiert. Auch in der Sonderausstellung des StadtMuseums (von Dezember 2013 bis April 2014 „Bonn als Festungsstadt | Die Bonner Stadtbefestigungen des 16. und 17. Jahrhunderts“, von Mai bis Juni 2014 fortgesetzt und erweitert als „Die Bombardierung Bonns 1689 | Bonn als Festungsstadt“) wurde diese 3D-Computer-Rekonstruktion gezeigt. An zwei Stellen in der neuen Tiefgarage der Sparkasse KölnBonn sind Mauerstücke sichtbar belassen. So lässt sich nahe dem Eingang zur Tiefgarage als einzig bekanntem Fundort der innere Aufbau der Festungsmauer im mit einem Betonrahmen eingefassten Querschnitt an der Wand beobachten (gebrannte Ziegel und Zwischenlagen mit waagerechten Basaltsäulen). Das andere, betonumwehrte, in der Parkfläche freigestellte Stück der Bastionsmauer mit einem erkennbaren kleinen Raum gibt den Fachleuten noch Rätsel auf.

Nicht direkt sichtbar, aber als topographische Spur zu ahnen, ist der Verlauf des Bastionärsystems im Stadtbild von der Wilhelmstraße bis zur Wachsbleiche im Bereich der Beethovenhalle. Die Halle selbst steht als einer der Nachfolgebauten auf den Resten der Bastion, die Bonn am Rheinufer in nördlicher Richtung geschützt hat. 
Die Straßen Florentiusgraben, Annagraben und Wachsbleiche verlaufen als Grabenstraßen in dem teilweise aufgeschütteten Graben und geben so den Verlauf der neuzeitlichen Befestigungsanlagen wieder.

## Weitere Festungsanlagen in Bonn
Weitere Festungsanlagen auf Bonner Stadtgebiet sind die von 1583 bis 1713 bestehende Beueler Schanze und das in unmittelbarer Nähe zum ehemaligen, antiken Römerlager Castra Bonnensia gelegene Schänzchen. 
Andere, nicht mit der mittelalterlichen oder barocken Befestigung zusammenhängende Anlagen auf Bonner Stadtgebiet waren oder sind diverse Burgen und Rittersitze in den später eingemeindeten Dörfern der Umgebung, so die Burg Endenich und die Dransdorfer Burg, wobei es konkrete Pläne gab, die Godesburg auch baulich in das barocke Gesamtkonzept einzufügen.